# Arca (Oliveira de Frades)
Arca ist ein Ort und eine ehemalige Gemeinde (Freguesia) im portugiesischen Kreis Oliveira de Frades. Die Gemeinde hatte 362 Einwohner (Stand 30. Juni 2011).
Am 29. September 2013 wurden die Gemeinden Arca und Varzielas zur neuen Gemeinde União das Freguesias de Arca e Varzielas zusammengeschlossen. Arca ist Sitz dieser neu gebildeten Gemeinde.